# Aphonopelma stahnkei
Aphonopelma stahnkei là một loài nhện trong họ Theraphosidae.
Loài này thuộc chi Aphonopelma. Aphonopelma stahnkei được miêu tả năm 1995 bởi Smith.